# Liste der Nummer-eins-Hits in den britischen Charts (2014)
Dies ist eine Liste der Nummer-eins-Hits in den britischen Charts im Jahr 2014. Sie basiert auf den Official Singles Chart Top 100 und den Albums Chart Top 100, die von der Official Charts Company ermittelt wurden.
Bis Mitte 2014 waren die Charts reine Verkaufslisten (Tonträger / digital), ab den Charts vom 12. Juli wurden bei der Ermittlung der besten Singles auch Daten aus dem Musikstreaming berücksichtigt. Die britischen Charts wurden sonntags unmittelbar nach Ende der Verkaufswoche (Sonntag bis einschließlich Samstag) veröffentlicht und galten für die der Verkaufswoche folgende Woche. Die Daten in der Liste geben die Veröffentlichungswoche an.

## Singles
| ← 2013 ← | Liste der Nummer-eins-Hits in den britischen Charts | Liste der Nummer-eins-Hits in den britischen Charts | Liste der Nummer-eins-Hits in den britischen Charts | 2015 → |
| \| Zeitraum \| Wo. ges. \| Interpret \| Titel Autor(en) \| Zusätzliche Informationen \| \| (Zeitraum, Wochen auf Platz eins, Interpret, Titel, Autor[en], zusätzliche Informationen) \| \| \| \| \| \| ----------------------------------------------------------------------------------------- \| -------- \| ------------------------------------- \| -------------------------------------------------------------------------------------------------------------------------------------------------------------------------------------------------------------------------------------------------------------------------- \| ---------------------------------------------------------------------------------------------------------------------------------------- \| \| 29. Dezember 2013 – 4. Januar 2014 1 Woche (insgesamt 4) \| 4 \| Pharrell Williams \| Happy Pharrell Williams \| – \| \| 5. Januar 2014 – 11. Januar 2014 1 Woche \| 1 \| Pitbull feat. Kesha \| Timber Lukasz Gottwald, Henry Walter, Kesha Sebert, Armando C. Pérez, Priscilla Hamilton, Jamie Sanderson, Breyan Stanley Isaac, Lee Oskar, Keri Oskar, Greg Errico \| – \| \| 12. Januar 2014 – 25. Januar 2014 2 Wochen (insgesamt 4) \| 4 \| Pharrell Williams \| Happy Pharrell Williams \| – \| \| 26. Januar 2014 – 22. Februar 2014 4 Wochen \| 4 \| Clean Bandit feat. Jess Glynne \| Rather Be James Napier, Jack Patterson, Grace Chatto, Nicole Marshall \| – \| \| 23. Februar 2014 – 1. März 2014 1 Woche \| 1 \| Sam Smith \| Money on My Mind Ben Ash, Sam Smith \| – \| \| 2. März 2014 – 8. März 2014 1 Woche (insgesamt 4) \| 4 \| Pharrell Williams \| Happy Pharrell Williams \| – \| \| 9. März 2014 – 15. März 2014 1 Woche \| 1 \| Route 94 feat. Jess Glynne \| My Love Rowan Jones \| – \| \| 16. März 2014 – 22. März 2014 1 Woche \| 1 \| Dvbbs & Borgeous feat. Tinie Tempah \| Tsunami (Jump) Niles Hollowell-Dhar, Alex van den Hoef, Chris van den Hoef, John Borger \| – \| \| 23. März 2014 – 29. März 2014 1 Woche \| 1 \| Duke Dumont feat. Jax Jones \| I Got U Wyclef Jean, Jerry Duplessis, Adam Dyment, Timucin Aluo \| – \| \| 30. März 2014 – 5. April 2014 1 Woche \| 1 \| 5 Seconds of Summer \| She Looks So Perfect Jake Sinclair, Ashton Irwin, Michael Clifford \| – \| \| 6. April 2014 – 12. April 2014 1 Woche \| 1 \| Aloe Blacc \| The Man Elton John, Bernie Taupin, Daniel Seeff, Sam Barsh, Khalil Abdul Rahman, Egbert Dawkins III \| – \| \| 13. April 2014 – 19. April 2014 1 Woche \| 1 \| Sigma \| Nobody to Love Cameron Edwards, Joe Lenzie, Kanye West, John Stephens, Charles Wilson, Ernest Dion Wilson, Che J. Pope, Elon Rutberg, Cydel Young · Malik Yusuf Jones, Sakiya Sandifer, Michael G. Dean, Norman Virgil Whiteside, Bobby Massey, Robert Dukes · Ronnie Self \| – \| \| 20. April 2014 – 26. April 2014 1 Woche \| 1 \| Kiesza \| Hideaway Rami Samir Afuni, Kiesa Rae Ellestad \| – \| \| 27. April 2014 – 3. Mai 2014 1 Woche (insgesamt 2) \| 2 \| Mr. Probz \| Waves (Robin Schulz Remix) Dennis Princewell Stehr \| – \| \| 4. Mai 2014 – 10. Mai 2014 1 Woche \| 1 \| Calvin Harris \| Summer Calvin Harris \| – \| \| 11. Mai 2014 – 17. Mai 2014 1 Woche (insgesamt 2) \| 2 \| Mr. Probz \| Waves (Robin Schulz Remix) Dennis Princewell Stehr \| – \| \| 18. Mai 2014 – 24. Mai 2014 1 Woche \| 1 \| Rita Ora \| I Will Never Let You Down Calvin Harris \| – \| \| 25. Mai 2014 – 31. Mai 2014 1 Woche \| 1 \| Sam Smith \| Stay with Me James Napier, Sam Smith, William Phillips \| – \| \| 1. Juni 2014 – 7. Juni 2014 1 Woche \| 1 \| SecondCity \| I Wanna Feel Daniel Bedingfield, Bryce Wilson, Toni Braxton, Kenneth Edmonds, Rowan Harrington \| – \| \| 8. Juni 2014 – 14. Juni 2014 1 Woche \| 1 \| Ed Sheeran \| Sing Pharrell Williams, Ed Sheeran \| – \| \| 15. Juni 2014 – 28. Juni 2014 2 Wochen \| 2 \| Ella Henderson \| Ghost Ella Henderson, Ryan Tedder, Noel Zancanella \| Bereits Ende 2012 nahm sie am britischen X Factor teil und wurde nur Sechste; eineinhalb Jahre später startet sie mit ihrem Debüt durch. \| \| 29. Juni 2014 – 5. Juli 2014 1 Woche \| 1 \| Oliver Heldens & Becky Hill \| Gecko (Overdrive) Oliver Heldens \| – \| \| 6. Juli 2014 – 12. Juli 2014 1 Woche \| 1 \| Ariana Grande feat. Iggy Azalea \| Problem Max Martin, Savan Kotecha, Ilya Salmanzadeh, Iggy Azalea \| – \| \| 13. Juli 2014 – 19. Juli 2014 1 Woche \| 1 \| Will.i.am feat. Cody Wise \| It’s My Birthday William Adams, Keith Harris, A. R. Rahman, Damien LeRoy, Cody Wise \| – \| \| 20. Juli 2014 – 26. Juli 2014 1 Woche \| 1 \| Rixton \| Me and My Broken Heart Steve Mac, Wayne Hector, Rob Thomas, Benjamin Levin, Ammar Malik \| – \| \| 27. Juli 2014 – 2. August 2014 1 Woche \| 1 \| Cheryl Cole feat. Tinie Tempah \| Crazy Stupid Love Wayne Wilkins, Cheryl Cole, Patrick Okogwu, Heidi Rojas, Katelyn Tarver \| – \| \| 3. August 2014 – 9. August 2014 1 Woche \| 1 \| Magic \| Rude Nasri Atweh, Mark Pellizzer, Alex Tanas, Ben Spivak, Adam Messinger \| – \| \| 10. August 2014 – 23. August 2014 2 Wochen \| 2 \| Nico & Vinz \| Am I Wrong William Wiik Larsen, Nico Sereba, Vincent Dery \| – \| \| 24. August 2014 – 30. August 2014 1 Woche \| 1 \| David Guetta feat. Sam Martin \| Lovers on the Sun David Guetta, Tim Bergling, Frédéric Riesterer, Giorgio Tuinfort, Jason Evigan, Michael Einziger \| – \| \| 31. August 2014 – 13. September 2014 2 Wochen \| 2 \| Lilly Wood & the Prick & Robin Schulz \| Prayer in C (Robin Schulz Remix) Nili Hadida, Benjamin Cotto \| – \| \| 14. September 2014 – 20. September 2014 1 Woche \| 1 \| Calvin Harris feat. John Newman \| Blame Calvin Harris, John Newman, James Newman \| – \| \| 21. September 2014 – 27. September 2014 1 Woche \| 1 \| Sigma feat. Paloma Faith \| Changing Wayne Hector, Ben Kohn, Tom Barnes, Pete Kelleher, Ella Eyre \| – \| \| 28. September 2014 – 4. Oktober 2014 1 Woche \| 1 \| Jessie J, Ariana Grande & Nicki Minaj \| Bang Bang Max Martin, Savan Kotecha, Onika Maraj, Rickard Göransson \| – \| \| 5. Oktober 2014 – 1. November 2014 4 Wochen \| 4 \| Meghan Trainor \| All About That Bass Kevin Kadish, Meghan Trainor \| – \| \| 2. November 2014 – 8. November 2014 1 Woche (insgesamt 2) \| 2 \| Ed Sheeran \| Thinking Out Loud Ed Sheeran, Amy Wadge \| – \| \| 9. November 2014 – 15. November 2014 1 Woche \| 1 \| Cheryl \| I Don’t Care Joakim Åhlund, Bonnie McKee, John Newman \| – \| \| 16. November 2014 – 22. November 2014 1 Woche \| 1 \| Gareth Malone’s All Star Choir \| Wake Me Up Tim Bergling, Mike Einziger, Aloe Blacc, Ash Pournouri \| – \| \| 23. November 2014 – 29. November 2014 1 Woche \| 1 \| Band Aid 30 \| Do They Know It’s Christmas? Bob Geldof, Midge Ure \| Nach 1984, 1989 und 2004 erreicht der Song zum vierten Mal den ersten Platz. \| \| 30. November 2014 – 6. Dezember 2014 1 Woche \| 1 \| Take That \| These Days Gary Barlow, Mark Owen, Howard Donald, Jamie Norton, Ben Mark \| – \| \| 7. Dezember 2014 – 13. Dezember 2014 1 Woche (insgesamt 2) \| 2 \| Ed Sheeran \| Thinking Out Loud Ed Sheeran, Amy Wadge \| – \| \| 14. Dezember 2014 – 20. Dezember 2014 1 Woche (insgesamt 7) \| 7 \| Mark Ronson feat. Bruno Mars \| Uptown Funk! Mark Ronson, Jeff Bhasker, Bruno Mars, Philip Lawrence \| – \| \| 21. Dezember 2014 – 27. Dezember 2014 1 Woche \| 1 \| Ben Haenow \| Something I Need Ryan Tedder, Benny Blanco \| Weihnachts-Nummer-eins-Hit des Jahres 2014 \| \| 28. Dezember 2014 – 7. Februar 2015 6 Wochen (insgesamt 7) \| 7 \| Mark Ronson feat. Bruno Mars \| Uptown Funk! Mark Ronson, Jeff Bhasker, Bruno Mars, Philip Lawrence \| – \| |                                                     |                                                     | | |
| ← 2013 |                                                     |                                                     | | → 2015 → |
| Zeitraum | Wo. ges.                                            | Interpret                                           | Titel Autor(en) | Zusätzliche Informationen |
| (Zeitraum, Wochen auf Platz eins, Interpret, Titel, Autor[en], zusätzliche Informationen) |                                                     |                                                     | | |
| 29. Dezember 2013 – 4. Januar 2014 1 Woche (insgesamt 4) | 4                                                   | Pharrell Williams                                   | Happy Pharrell Williams | – |
| 5. Januar 2014 – 11. Januar 2014 1 Woche | 1                                                   | Pitbull feat. Kesha                                 | Timber Lukasz Gottwald, Henry Walter, Kesha Sebert, Armando C. Pérez, Priscilla Hamilton, Jamie Sanderson, Breyan Stanley Isaac, Lee Oskar, Keri Oskar, Greg Errico | – |
| 12. Januar 2014 – 25. Januar 2014 2 Wochen (insgesamt 4) | 4                                                   | Pharrell Williams                                   | Happy Pharrell Williams | – |
| 26. Januar 2014 – 22. Februar 2014 4 Wochen | 4                                                   | Clean Bandit feat. Jess Glynne                      | Rather Be James Napier, Jack Patterson, Grace Chatto, Nicole Marshall | – |
| 23. Februar 2014 – 1. März 2014 1 Woche | 1                                                   | Sam Smith                                           | Money on My Mind Ben Ash, Sam Smith | – |
| 2. März 2014 – 8. März 2014 1 Woche (insgesamt 4) | 4                                                   | Pharrell Williams                                   | Happy Pharrell Williams | – |
| 9. März 2014 – 15. März 2014 1 Woche | 1                                                   | Route 94 feat. Jess Glynne                          | My Love Rowan Jones | – |
| 16. März 2014 – 22. März 2014 1 Woche | 1                                                   | Dvbbs & Borgeous feat. Tinie Tempah                 | Tsunami (Jump) Niles Hollowell-Dhar, Alex van den Hoef, Chris van den Hoef, John Borger | – |
| 23. März 2014 – 29. März 2014 1 Woche | 1                                                   | Duke Dumont feat. Jax Jones                         | I Got U Wyclef Jean, Jerry Duplessis, Adam Dyment, Timucin Aluo | – |
| 30. März 2014 – 5. April 2014 1 Woche | 1                                                   | 5 Seconds of Summer                                 | She Looks So Perfect Jake Sinclair, Ashton Irwin, Michael Clifford | – |
| 6. April 2014 – 12. April 2014 1 Woche | 1                                                   | Aloe Blacc                                          | The Man Elton John, Bernie Taupin, Daniel Seeff, Sam Barsh, Khalil Abdul Rahman, Egbert Dawkins III | – |
| 13. April 2014 – 19. April 2014 1 Woche | 1                                                   | Sigma                                               | Nobody to Love Cameron Edwards, Joe Lenzie, Kanye West, John Stephens, Charles Wilson, Ernest Dion Wilson, Che J. Pope, Elon Rutberg, Cydel Young · Malik Yusuf Jones, Sakiya Sandifer, Michael G. Dean, Norman Virgil Whiteside, Bobby Massey, Robert Dukes · Ronnie Self | – |
| 20. April 2014 – 26. April 2014 1 Woche | 1                                                   | Kiesza                                              | Hideaway Rami Samir Afuni, Kiesa Rae Ellestad | – |
| 27. April 2014 – 3. Mai 2014 1 Woche (insgesamt 2) | 2                                                   | Mr. Probz                                           | Waves (Robin Schulz Remix) Dennis Princewell Stehr | – |
| 4. Mai 2014 – 10. Mai 2014 1 Woche | 1                                                   | Calvin Harris                                       | Summer Calvin Harris | – |
| 11. Mai 2014 – 17. Mai 2014 1 Woche (insgesamt 2) | 2                                                   | Mr. Probz                                           | Waves (Robin Schulz Remix) Dennis Princewell Stehr | – |
| 18. Mai 2014 – 24. Mai 2014 1 Woche | 1                                                   | Rita Ora                                            | I Will Never Let You Down Calvin Harris | – |
| 25. Mai 2014 – 31. Mai 2014 1 Woche | 1                                                   | Sam Smith                                           | Stay with Me James Napier, Sam Smith, William Phillips | – |
| 1. Juni 2014 – 7. Juni 2014 1 Woche | 1                                                   | SecondCity                                          | I Wanna Feel Daniel Bedingfield, Bryce Wilson, Toni Braxton, Kenneth Edmonds, Rowan Harrington | – |
| 8. Juni 2014 – 14. Juni 2014 1 Woche | 1                                                   | Ed Sheeran                                          | Sing Pharrell Williams, Ed Sheeran | – |
| 15. Juni 2014 – 28. Juni 2014 2 Wochen | 2                                                   | Ella Henderson                                      | Ghost Ella Henderson, Ryan Tedder, Noel Zancanella | Bereits Ende 2012 nahm sie am britischen X Factor teil und wurde nur Sechste; eineinhalb Jahre später startet sie mit ihrem Debüt durch. |
| 29. Juni 2014 – 5. Juli 2014 1 Woche | 1                                                   | Oliver Heldens & Becky Hill                         | Gecko (Overdrive) Oliver Heldens | – |
| 6. Juli 2014 – 12. Juli 2014 1 Woche | 1                                                   | Ariana Grande feat. Iggy Azalea                     | Problem Max Martin, Savan Kotecha, Ilya Salmanzadeh, Iggy Azalea | – |
| 13. Juli 2014 – 19. Juli 2014 1 Woche | 1                                                   | Will.i.am feat. Cody Wise                           | It’s My Birthday William Adams, Keith Harris, A. R. Rahman, Damien LeRoy, Cody Wise | – |
| 20. Juli 2014 – 26. Juli 2014 1 Woche | 1                                                   | Rixton                                              | Me and My Broken Heart Steve Mac, Wayne Hector, Rob Thomas, Benjamin Levin, Ammar Malik | – |
| 27. Juli 2014 – 2. August 2014 1 Woche | 1                                                   | Cheryl Cole feat. Tinie Tempah                      | Crazy Stupid Love Wayne Wilkins, Cheryl Cole, Patrick Okogwu, Heidi Rojas, Katelyn Tarver | – |
| 3. August 2014 – 9. August 2014 1 Woche | 1                                                   | Magic                                               | Rude Nasri Atweh, Mark Pellizzer, Alex Tanas, Ben Spivak, Adam Messinger | – |
| 10. August 2014 – 23. August 2014 2 Wochen | 2                                                   | Nico & Vinz                                         | Am I Wrong William Wiik Larsen, Nico Sereba, Vincent Dery | – |
| 24. August 2014 – 30. August 2014 1 Woche | 1                                                   | David Guetta feat. Sam Martin                       | Lovers on the Sun David Guetta, Tim Bergling, Frédéric Riesterer, Giorgio Tuinfort, Jason Evigan, Michael Einziger | – |
| 31. August 2014 – 13. September 2014 2 Wochen | 2                                                   | Lilly Wood & the Prick & Robin Schulz               | Prayer in C (Robin Schulz Remix) Nili Hadida, Benjamin Cotto | – |
| 14. September 2014 – 20. September 2014 1 Woche | 1                                                   | Calvin Harris feat. John Newman                     | Blame Calvin Harris, John Newman, James Newman | – |
| 21. September 2014 – 27. September 2014 1 Woche | 1                                                   | Sigma feat. Paloma Faith                            | Changing Wayne Hector, Ben Kohn, Tom Barnes, Pete Kelleher, Ella Eyre | – |
| 28. September 2014 – 4. Oktober 2014 1 Woche | 1                                                   | Jessie J, Ariana Grande & Nicki Minaj               | Bang Bang Max Martin, Savan Kotecha, Onika Maraj, Rickard Göransson | – |
| 5. Oktober 2014 – 1. November 2014 4 Wochen | 4                                                   | Meghan Trainor                                      | All About That Bass Kevin Kadish, Meghan Trainor | – |
| 2. November 2014 – 8. November 2014 1 Woche (insgesamt 2) | 2                                                   | Ed Sheeran                                          | Thinking Out Loud Ed Sheeran, Amy Wadge | – |
| 9. November 2014 – 15. November 2014 1 Woche | 1                                                   | Cheryl                                              | I Don’t Care Joakim Åhlund, Bonnie McKee, John Newman | – |
| 16. November 2014 – 22. November 2014 1 Woche | 1                                                   | Gareth Malone’s All Star Choir                      | Wake Me Up Tim Bergling, Mike Einziger, Aloe Blacc, Ash Pournouri | – |
| 23. November 2014 – 29. November 2014 1 Woche | 1                                                   | Band Aid 30                                         | Do They Know It’s Christmas? Bob Geldof, Midge Ure | Nach 1984, 1989 und 2004 erreicht der Song zum vierten Mal den ersten Platz.                                                             |
| 30. November 2014 – 6. Dezember 2014 1 Woche | 1                                                   | Take That                                           | These Days Gary Barlow, Mark Owen, Howard Donald, Jamie Norton, Ben Mark | – |
| 7. Dezember 2014 – 13. Dezember 2014 1 Woche (insgesamt 2) | 2                                                   | Ed Sheeran                                          | Thinking Out Loud Ed Sheeran, Amy Wadge | – |
| 14. Dezember 2014 – 20. Dezember 2014 1 Woche (insgesamt 7) | 7                                                   | Mark Ronson feat. Bruno Mars                        | Uptown Funk! Mark Ronson, Jeff Bhasker, Bruno Mars, Philip Lawrence | – |
| 21. Dezember 2014 – 27. Dezember 2014 1 Woche | 1                                                   | Ben Haenow                                          | Something I Need Ryan Tedder, Benny Blanco | Weihnachts-Nummer-eins-Hit des Jahres 2014                                                                                               |
| 28. Dezember 2014 – 7. Februar 2015 6 Wochen (insgesamt 7) | 7                                                   | Mark Ronson feat. Bruno Mars                        | Uptown Funk! Mark Ronson, Jeff Bhasker, Bruno Mars, Philip Lawrence | – |

## Alben
| ← 2013 ← | Liste der Nummer-eins-Hits in den britischen Charts | Liste der Nummer-eins-Hits in den britischen Charts | Liste der Nummer-eins-Hits in den britischen Charts | 2015 →                    |
| \| Zeitraum \| Wo. ges. \| Interpret \| Titel \| Zusätzliche Informationen \| \| (Zeitraum, Wochen auf Platz eins, Interpret, Titel, zusätzliche Informationen) \| \| \| \| \| \| ------------------------------------------------------------------------------ \| -------- \| ------------------- \| -------------------------------------- \| ------------------------- \| \| 15. Dezember 2013 – 4. Januar 2014 3 Wochen (insgesamt 4) \| 4 \| Robbie Williams \| Swings Both Ways \| – \| \| 5. Januar 2014 – 18. Januar 2014 2 Wochen (insgesamt 3) \| 3 \| Ellie Goulding \| Halcyon \| – \| \| 19. Januar 2014 – 25. Januar 2014 1 Woche \| 1 \| Bruce Springsteen \| High Hopes \| – \| \| 26. Januar 2014 – 1. Februar 2014 1 Woche (insgesamt 3) \| 3 \| Ellie Goulding \| Halcyon \| – \| \| 2. Februar 2014 – 8. Februar 2014 1 Woche \| 1 \| You Me at Six \| Cavalier Youth \| – \| \| 9. Februar 2014 – 15. Februar 2014 1 Woche \| 1 \| Bombay Bicycle Club \| So Long, See You Tomorrow \| – \| \| 16. Februar 2014 – 22. Februar 2014 1 Woche \| 1 \| Katy B \| Little Red \| – \| \| 23. Februar 2014 – 8. März 2014 2 Wochen (insgesamt 3) \| 3 \| Bastille \| Bad Blood \| – \| \| 9. März 2014 – 15. März 2014 1 Woche \| 1 \| Pharrell Williams \| Girl \| – \| \| 16. März 2014 – 22. März 2014 1 Woche \| 1 \| Elbow \| The Take Off and Landing of Everything \| – \| \| 23. März 2014 – 29. März 2014 1 Woche \| 1 \| George Michael \| Symphonica \| – \| \| 30. März 2014 – 5. April 2014 1 Woche \| 1 \| Sam Bailey \| The Power of Love \| – \| \| 6. April 2014 – 19. April 2014 2 Wochen \| 2 \| Kaiser Chiefs \| Education, Education, Education & War \| – \| \| 20. April 2014 – 10. Mai 2014 3 Wochen \| 3 \| Paolo Nutini \| Caustic Love \| – \| \| 11. Mai 2014 – 17. Mai 2014 1 Woche \| 1 \| Lily Allen \| Sheezus \| – \| \| 18. Mai 2014 – 24. Mai 2014 1 Woche \| 1 \| Michael Jackson \| Xscape \| – \| \| 25. Mai 2014 – 31. Mai 2014 1 Woche \| 1 \| Coldplay \| Ghost Stories \| – \| \| 1. Juni 2014 – 14. Juni 2014 2 Wochen (insgesamt 8) \| 8 \| Sam Smith \| In the Lonely Hour \| – \| \| 15. Juni 2014 – 21. Juni 2014 1 Woche \| 1 \| Kasabian \| 48:13 \| – \| \| 22. Juni 2014 – 28. Juni 2014 1 Woche \| 1 \| Lana Del Rey \| Ultraviolence \| – \| \| 29. Juni 2014 – 23. August 2014 8 Wochen (insgesamt 13) \| 13 \| Ed Sheeran \| × \| – \| \| 24. August 2014 – 30. August 2014 1 Woche \| 1 \| Collabro \| Stars \| – \| \| 31. August 2014 – 6. September 2014 1 Woche \| 1 \| Royal Blood \| Royal Blood \| – \| \| 7. September 2014 – 20. September 2014 2 Wochen (insgesamt 8) \| 8 \| Sam Smith \| In the Lonely Hour \| – \| \| 21. September 2014 – 27. September 2014 1 Woche \| 1 \| The Script \| No Sound Without Silence \| – \| \| 28. September 2014 – 4. Oktober 2014 1 Woche \| 1 \| Alt-J \| This Is All Yours \| – \| \| 5. Oktober 2014 – 18. Oktober 2014 2 Wochen (insgesamt 4) \| 4 \| George Ezra \| Wanted on Voyage \| – \| \| 19. Oktober 2014 – 25. Oktober 2014 1 Woche \| 1 \| Ella Henderson \| Chapter One \| – \| \| 26. Oktober 2014 – 1. November 2014 1 Woche \| 1 \| Ben Howard \| I Forget Where We Were \| – \| \| 2. November 2014 – 8. November 2014 1 Woche \| 1 \| Taylor Swift \| 1989 \| – \| \| 9. November 2014 – 15. November 2014 1 Woche (insgesamt 13) \| 13 \| Ed Sheeran \| × \| – \| \| 16. November 2014 – 22. November 2014 1 Woche \| 1 \| Pink Floyd \| The Endless River \| – \| \| 23. November 2014 – 29. November 2014 1 Woche \| 1 \| One Direction \| Four \| – \| \| 30. November 2014 – 6. Dezember 2014 1 Woche \| 1 \| Olly Murs \| Never Been Better \| – \| \| 7. Dezember 2014 – 13. Dezember 2014 1 Woche \| 1 \| Take That \| III \| – \| \| 14. Dezember 2014 – 3. Januar 2015 3 Wochen (insgesamt 13) \| 13 \| Ed Sheeran \| × \| – \| |                                                     |                                                     |                                                     |                           |
| ← 2013 |                                                     |                                                     |                                                     | → 2015 →                  |
| Zeitraum | Wo. ges.                                            | Interpret                                           | Titel                                               | Zusätzliche Informationen |
| (Zeitraum, Wochen auf Platz eins, Interpret, Titel, zusätzliche Informationen) |                                                     |                                                     |                                                     |                           |
| 15. Dezember 2013 – 4. Januar 2014 3 Wochen (insgesamt 4) | 4                                                   | Robbie Williams                                     | Swings Both Ways                                    | –                         |
| 5. Januar 2014 – 18. Januar 2014 2 Wochen (insgesamt 3) | 3                                                   | Ellie Goulding                                      | Halcyon                                             | –                         |
| 19. Januar 2014 – 25. Januar 2014 1 Woche | 1                                                   | Bruce Springsteen                                   | High Hopes                                          | –                         |
| 26. Januar 2014 – 1. Februar 2014 1 Woche (insgesamt 3) | 3                                                   | Ellie Goulding                                      | Halcyon                                             | –                         |
| 2. Februar 2014 – 8. Februar 2014 1 Woche | 1                                                   | You Me at Six                                       | Cavalier Youth                                      | –                         |
| 9. Februar 2014 – 15. Februar 2014 1 Woche | 1                                                   | Bombay Bicycle Club                                 | So Long, See You Tomorrow                           | –                         |
| 16. Februar 2014 – 22. Februar 2014 1 Woche | 1                                                   | Katy B                                              | Little Red                                          | –                         |
| 23. Februar 2014 – 8. März 2014 2 Wochen (insgesamt 3) | 3                                                   | Bastille                                            | Bad Blood                                           | –                         |
| 9. März 2014 – 15. März 2014 1 Woche | 1                                                   | Pharrell Williams                                   | Girl                                                | –                         |
| 16. März 2014 – 22. März 2014 1 Woche | 1                                                   | Elbow                                               | The Take Off and Landing of Everything              | –                         |
| 23. März 2014 – 29. März 2014 1 Woche | 1                                                   | George Michael                                      | Symphonica                                          | –                         |
| 30. März 2014 – 5. April 2014 1 Woche | 1                                                   | Sam Bailey                                          | The Power of Love                                   | –                         |
| 6. April 2014 – 19. April 2014 2 Wochen | 2                                                   | Kaiser Chiefs                                       | Education, Education, Education & War               | –                         |
| 20. April 2014 – 10. Mai 2014 3 Wochen | 3                                                   | Paolo Nutini                                        | Caustic Love                                        | –                         |
| 11. Mai 2014 – 17. Mai 2014 1 Woche | 1                                                   | Lily Allen                                          | Sheezus                                             | –                         |
| 18. Mai 2014 – 24. Mai 2014 1 Woche | 1                                                   | Michael Jackson                                     | Xscape                                              | –                         |
| 25. Mai 2014 – 31. Mai 2014 1 Woche | 1                                                   | Coldplay                                            | Ghost Stories                                       | –                         |
| 1. Juni 2014 – 14. Juni 2014 2 Wochen (insgesamt 8) | 8                                                   | Sam Smith                                           | In the Lonely Hour                                  | –                         |
| 15. Juni 2014 – 21. Juni 2014 1 Woche | 1                                                   | Kasabian                                            | 48:13                                               | –                         |
| 22. Juni 2014 – 28. Juni 2014 1 Woche | 1                                                   | Lana Del Rey                                        | Ultraviolence                                       | –                         |
| 29. Juni 2014 – 23. August 2014 8 Wochen (insgesamt 13) | 13                                                  | Ed Sheeran                                          | ×                                                   | –                         |
| 24. August 2014 – 30. August 2014 1 Woche | 1                                                   | Collabro                                            | Stars                                               | –                         |
| 31. August 2014 – 6. September 2014 1 Woche | 1                                                   | Royal Blood                                         | Royal Blood                                         | –                         |
| 7. September 2014 – 20. September 2014 2 Wochen (insgesamt 8) | 8                                                   | Sam Smith                                           | In the Lonely Hour                                  | –                         |
| 21. September 2014 – 27. September 2014 1 Woche | 1                                                   | The Script                                          | No Sound Without Silence                            | –                         |
| 28. September 2014 – 4. Oktober 2014 1 Woche | 1                                                   | Alt-J                                               | This Is All Yours                                   | –                         |
| 5. Oktober 2014 – 18. Oktober 2014 2 Wochen (insgesamt 4) | 4                                                   | George Ezra                                         | Wanted on Voyage                                    | –                         |
| 19. Oktober 2014 – 25. Oktober 2014 1 Woche | 1                                                   | Ella Henderson                                      | Chapter One                                         | –                         |
| 26. Oktober 2014 – 1. November 2014 1 Woche | 1                                                   | Ben Howard                                          | I Forget Where We Were                              | –                         |
| 2. November 2014 – 8. November 2014 1 Woche | 1                                                   | Taylor Swift                                        | 1989                                                | –                         |
| 9. November 2014 – 15. November 2014 1 Woche (insgesamt 13) | 13                                                  | Ed Sheeran                                          | ×                                                   | –                         |
| 16. November 2014 – 22. November 2014 1 Woche | 1                                                   | Pink Floyd                                          | The Endless River                                   | –                         |
| 23. November 2014 – 29. November 2014 1 Woche | 1                                                   | One Direction                                       | Four                                                | –                         |
| 30. November 2014 – 6. Dezember 2014 1 Woche | 1                                                   | Olly Murs                                           | Never Been Better                                   | –                         |
| 7. Dezember 2014 – 13. Dezember 2014 1 Woche | 1                                                   | Take That                                           | III                                                 | –                         |
| 14. Dezember 2014 – 3. Januar 2015 3 Wochen (insgesamt 13) | 13                                                  | Ed Sheeran                                          | ×                                                   | –                         |

## Jahreshitparaden
| ← 2013 ← | Liste der Nummer-eins-Hits in den britischen Charts | Liste der Nummer-eins-Hits in den britischen Charts | Liste der Nummer-eins-Hits in den britischen Charts | 2015 →   |
| \| Singles \| Position# \| Alben \| \| --------------------------------------------------------------------------------------------------------------------------------------------------------------------------------------- \| --------- \| ------------------------------------ \| \| Happy Pharrell Williams \| 1 \| × Ed Sheeran \| \| Rather Be Clean Bandit feat. Jess Glynne James Napier, Jack Patterson, Grace Chatto, Nicole Marshall \| 2 \| In the Lonely Hour Sam Smith \| \| All of Me John Legend John Stephens, Toby Gad \| 3 \| Wanted on Voyage George Ezra \| \| Waves (Robin Schulz Remix) Mr. Probz Dennis Princewell Stehr \| 4 \| Caustic Love Paolo Nutini \| \| Thinking Out Loud Ed Sheeran Ed Sheeran, Amy Wadge \| 5 \| Ghost Stories Coldplay \| \| Ghost Ella Henderson Ella Henderson, Ryan Tedder, Noel Zancanella \| 6 \| A Perfect Contradiction Paloma Faith \| \| Stay with Me Sam Smith James Napier, Sam Smith, William Phillips \| 7 \| Four One Direction \| \| All About That Bass Meghan Trainor Kevin Kadish, Meghan Trainor \| 8 \| Never Been Better Olly Murs \| \| Timber Pitbull feat. Kesha Lukasz Gottwald, Henry Walter, Kesha Sebert, Armando C. Pérez, Priscilla Hamilton, Jamie Sanderson, Breyan Stanley Isaac, Lee Oskar, Keri Oskar, Greg Errico \| 9 \| The Endless River Pink Floyd \| \| Budapest George Ezra Joel Pott, George Ezra \| 10 \| III Take That \| |                                                     |                                                     |                                                     |          |
| ← 2013 |                                                     |                                                     |                                                     | → 2015 → |
| Singles | Position#                                           | Alben                                               |                                                     |          |
| Happy Pharrell Williams | 1                                                   | × Ed Sheeran                                        |                                                     |          |
| Rather Be Clean Bandit feat. Jess Glynne James Napier, Jack Patterson, Grace Chatto, Nicole Marshall | 2                                                   | In the Lonely Hour Sam Smith                        |                                                     |          |
| All of Me John Legend John Stephens, Toby Gad | 3                                                   | Wanted on Voyage George Ezra                        |                                                     |          |
| Waves (Robin Schulz Remix) Mr. Probz Dennis Princewell Stehr | 4                                                   | Caustic Love Paolo Nutini                           |                                                     |          |
| Thinking Out Loud Ed Sheeran Ed Sheeran, Amy Wadge | 5                                                   | Ghost Stories Coldplay                              |                                                     |          |
| Ghost Ella Henderson Ella Henderson, Ryan Tedder, Noel Zancanella | 6                                                   | A Perfect Contradiction Paloma Faith                |                                                     |          |
| Stay with Me Sam Smith James Napier, Sam Smith, William Phillips | 7                                                   | Four One Direction                                  |                                                     |          |
| All About That Bass Meghan Trainor Kevin Kadish, Meghan Trainor | 8                                                   | Never Been Better Olly Murs                         |                                                     |          |
| Timber Pitbull feat. Kesha Lukasz Gottwald, Henry Walter, Kesha Sebert, Armando C. Pérez, Priscilla Hamilton, Jamie Sanderson, Breyan Stanley Isaac, Lee Oskar, Keri Oskar, Greg Errico | 9                                                   | The Endless River Pink Floyd                        |                                                     |          |
| Budapest George Ezra Joel Pott, George Ezra | 10                                                  | III Take That                                       |                                                     |          |